# Cam Gear Drive
Cam gear drive (CGD) is de tandwieltrein van Honda die de nokkenasen van de Honda VF 1000 R motorfiets aandreef. 
Bij sportieve modellen gebruikte Honda bij voorkeur tandwielen voor deze aandrijving, omdat dit preciezer werkt dan een aandrijving door een ketting of tandriem. Het nadeel is wel dat tandwielen zwaarder zijn en meer mechanisch geluid maken. De VF 1000 R werd in 1984 gepresenteerd. 
In 1988, bij het uitkomen van de Honda VFR 750 R, afgeleid van de RC 30 wegracer, had het systeem de naam gear driven cams (GDC). 
In 1988 werd hetzelfde principe toegepast op de Honda CBR 400 RR als cam gear train (CGT).